# José da Silva Mendes Leal
José da Silva Mendes Leal (født 18. oktober 1820 i Lissabon, død 22. august 1886 i Cintra) var en portugisisk forfatter og politiker.
Mendes Leal var oprindelig en discipel af Garrett, men frigjorde sig efterhånden fra dennes påvirkning. Som forfatter debuterede han med en række historiske dramaer, hvortil emnet som oftest er taget fra middelalderens folkedigtning. Blandt disse, der alle hører til den ny scenes mest yndede stykker, kan nævnes: Os dous renegados, O tributo das cem donzellas, Egaz Moniz, A potre das ruinas, Os homens de marmore, Os homens de ouro, Pedro, som synes at være en selvbiografi, samt endelig hans mesterværk A escala social (1858). Også i komedien har Mendes Leal præsteret noget betydeligt og er her mere uafhængig af sine franske forbilleder end i dramaet. De bedste af hans komedier er: O tio André que vem do Brazil (1855) og vaudevillen Receita para curar saudades (1857).
M. L. er tillige en meget frugtbar Romanforfatter. Blandt de mest læste af hans Romaner maa
nævnes: Um sonho da vida (1844), en fattig ung Kunstners Roman, og den hist. Roman Calavar
(1863), som handler om Brasiliens Modstand mod Hollændernes Indfald 1630. Endelig har
M. L. vist sig som en lyrisk Digter af høj Rang i sine Canticos, en Samling Digte, der udkom i
Lissabon 1858. M. L. tog levende Del i det politiske Liv og blev 1851 valgt ind i Parlamentet,
var siden to Gange Minister og gik derpaa over til Diplomatiet. Som Direktør for
Nationalbiblioteket i Lissabon fik han Lejlighed til at sysle med sit Fædrelands diplomatiske Historie og
nedlagde Frugten af sine Studier i det omfattende Værk Relações de Portugal com a curia
romana i 5 Bd. Allerede 1845 valgte Videnskabernes Akademi ham til Medlem.